# اینترنت اشیا صنعتی
اینترنت اشیا صنعتی (IIoT) مجموعه‌ای از حسگرها، ابزارها و دستگاه‌های مستقلی است که از طریق اینترنت به برنامه‌های صنعتی متصل می‌شوند. این شبکه جمع‌آوری داده‌ها، تحلیل، آنالیز و بهره‌وری و کاهش هزینه‌های تولید را میسر می‌کند. اینترنت اشیا صنعتی از قدرت ماشین‌های هوشمند و تجزیه و تحلیل بلادرنگ استفاده می‌کند تا از داده‌هایی که ماشین‌های ساده، سال‌ها در محیط‌های صنعتی تولید کرده‌اند استفاده کند.
تفاوت اینترنت اشیا (IoT) با اینترنت اشیا صنعتی در این است که IoT تمرکزش بر ارائه خدمات برای مشتریان عادی است در حالیکه اینترنت اشیا صنعتی تمرکزش بر بالا بردن امنیت و بهره‌وری در فضاهای صنعتی است. برای مثال خدمات برای مشتریان عادی یعنی استفاده از اینترنت اشیا در خانه، از دستیارهای مجازی تا سنسورهای کنترل دما یا سیستم‌های امنیتی و وسایل پوشیدنی برای کنترل سلامت افراد.
اینترنت اشیا صنعتی با فناوری‌هایی مانند رایانش ابری، رایانش لبه‌ای، ماشین به ماشین، پرینت سه بعدی، رباتیک، کلان داده و اینترنت اشیا ارتباط تگاتنگی دارد.

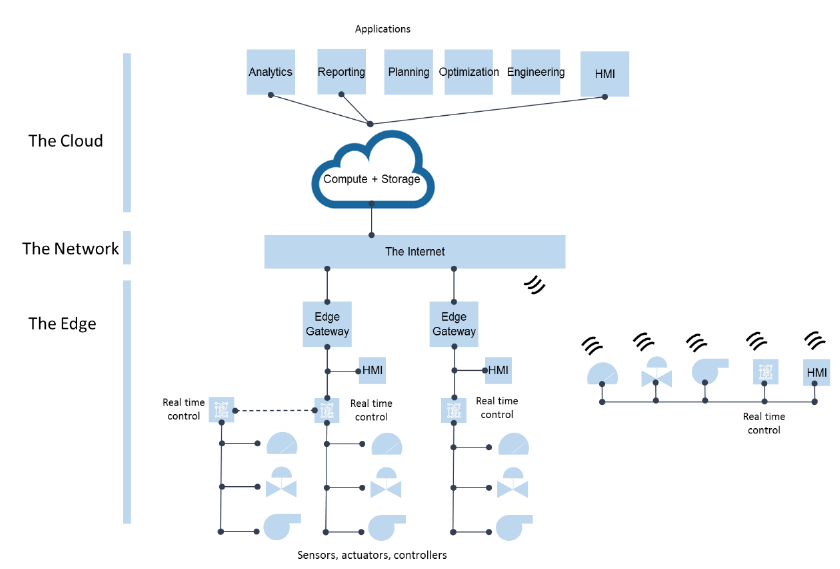
معماری اینترنت اشیا صنعتی

## کاربردها

### کشاورزی هوشمند
در صنعت کشاورزی، اینترنت اشیا صنعتی به کشاورزان کمک می‌کند که برای کاشت محصول تصمیم‌های بهتری بگیرند. سنسورها اطلاعات را از خاک و وضعیت هوا جمع‌آوری می‌کنند و برنامه مناسب برای کوددهی و آبیاری را ارائه می‌کنند.

### دامداری هوشمند
برخی دامداری‌ها با استفاده از ریزتراشه‌ها، نه تنها حیوانات خود را ردیابی می‌کنند، بلکه اطلاعات مربوط به نژاد، وزن یا سلامتی آن‌ها را هم مورد بررسی قرار می‌دهند.